# Ressurreição (romance de Machado de Assis)
Ressurreição é o primeiro romance de Machado de Assis, publicado em 1872. Embora considerada uma obra da primeira fase, romântica, do autor, seu romantismo é contido, moderado, sem os excessos sentimentais, reviravoltas na trama e final feliz do folhetim tipicamente romântico. Trata-se mais de um romance psicológico, "o que, se não é inédito, é raro em romances românticos", onde, mais importante que a intriga é "estudar o caráter e o comportamento" dos personagens. O próprio Machado, na "Advertência da Primeira Edição", deixa claro: "Não quis fazer romance de costumes; tentei o esboço de uma situação e o contraste de dois caracteres; com esses simples elementos busquei o interesse do livro." Sua ideia foi pôr em ação  o pensamento de Shakespeare: "Our doubts are traitors, / And make us lose the good we oft might win, /
By fearing to attempt" (Nossas dúvidas são traidoras e nos fazem perder o bem que frequentemente poderíamos ganhar, ao termos medo de tentar.)

## Sinopse
No Rio de Janeiro do século XIX, o Doutor Félix troca de amantes a cada seis meses ("os meus amores são todos semestrais; duram mais que as rosas, duram duas estações") e rompe com a última delas, Cecília. Viana, seu amigo, apresenta-lhe a irmã Lívia, uma bela mulher, viúva há dois anos, mãe de um menino de cinco anos. Começam a se relacionar como amigos, mas ao fim de alguns encontros e de algumas valsas os dois se apaixonam. De início vivem um amor discreto, oculto da sociedade. Porém, vários conflitos passam a ocorrer devido ao ciúme e desconfiança do protagonista. Depois de muitas idas e vindas, Felix acaba pedindo a viúva em casamento, mas volta atrás na véspera do matrimônio por causa de uma carta anônima com acusações falsas contra Lívia. Graças à intervenção do amigo Meneses, Félix se arrepende de seu gesto impensado e tenta se reconciliar, mas agora é Lívia quem não quer mais se casar com o médico desconfiado e instável. "As dúvidas o acompanharão onde quer que nos achemos, porque elas moram eternamente no seu coração", diagnostica Lívia.
Além do casal de protagonistas o autor faz desfilar uma galeria de personagens secundários, cujas personalidades e características físicas esmiúça, como costuma fazer em suas obras.

## Recepção pela crítica
Na "Advertência da Primeira Edição" o autor pede à crítica "intenção benévola, mas expressão franca e justa". Parece que a crítica percebeu o potencial daquele romancista estreante que em junho daquele ano completaria 33 anos de vida. Joaquim Serra, em A Reforma, escreveu que "há muito tempo não leio um livro tão bem concebido e acabado com tanto esmero. Ressurreição é um romance que marcará época nos fastos da nossa literatura e será para Machado de Assis o começo de uma carreira triunfal." G. Planche, do Jornal do Comércio, achou o estilo "fácil e correto", com "vivacidade de colorido, sobriedade de descrições, caracteres bem sustentados", mas observou que a ideia do romance não era original. A revista de caricaturas O Mosquito disse que o romancista estreante podia "servir de modelo a uns choramingas, espíritos ocos do bom senso e da gramática, que andam a azoinar os ouvidos dos poucos que ainda os leem, com suas invocações à lua, ao sol e às estrelas". Carlos Ferreira escreveu no Correio do Brasil que "O romance não é uma simples narrativa, é alguma coisa que deve primeiro que tudo falar à alma, e deixar nela uma impressão de profunda verdade da tese que se propõe a desenvolver", para depois se derramar em elogios: "Que dizer mimoso e que suavidade de pensamento! Que elegância e que facilidade de estilo!" Já Luís Guimarães Júnior, numa "Revista Bibliográfica" no Diário do Rio de Janeiro, opinou: "A Ressurreição firmou os justos brasões desse moço de talento e modéstia, poeta primoroso e folhetinista de uma espontaneidade rara. [...] O Dr. Félix, do romance de Machado de Assis, é um tipo, se não possibilíssimo, pelo menos admiravelmente compreensível."